# Seven Boats
|  | Denne artikel er oprettet af botten PalnaBot ud fra en ekstern database. Den kan derfor have sproglige fejl eller mangler. Denne skabelon kan fjernes efter kontrol af indholdet. |

Seven Boats er en kortfilm fra 2014 instrueret af Hlynur Pálmason efter manuskript af Hlynur Pálmason.

## Handling
En mand i havet kæmper for sit liv. Han er omringet af syv både.